# Ideopsis juventa
Ideopsis juventa är en fjärilsart som beskrevs av Pieter Cramer 1777. Ideopsis juventa ingår i släktet Ideopsis och familjen praktfjärilar. Inga underarter finns listade i Catalogue of Life.

## Bildgalleri

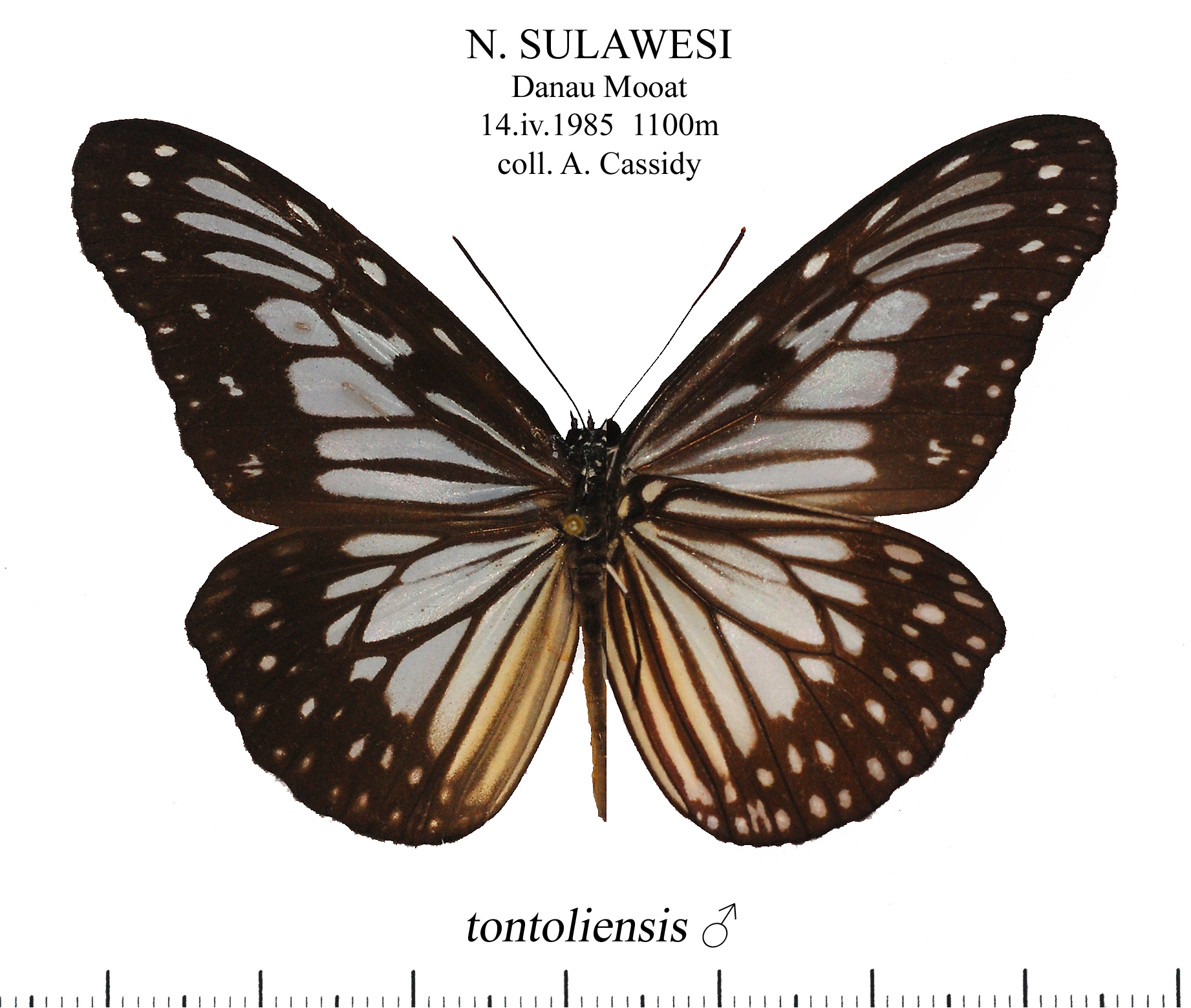